# Liste von Persönlichkeiten der Stadt Lillehammer
Die Liste von Persönlichkeiten der Stadt Lillehammer enthält Personen, die im norwegischen Lillehammer geboren wurden sowie solche, die dort zeitweise gelebt und gewirkt haben, jeweils chronologisch aufgelistet nach dem Geburtsjahr. Die Liste erhebt keinen Anspruch auf Vollständigkeit.

## In Lillehammer geborene Persönlichkeiten

### 1801 bis 1950

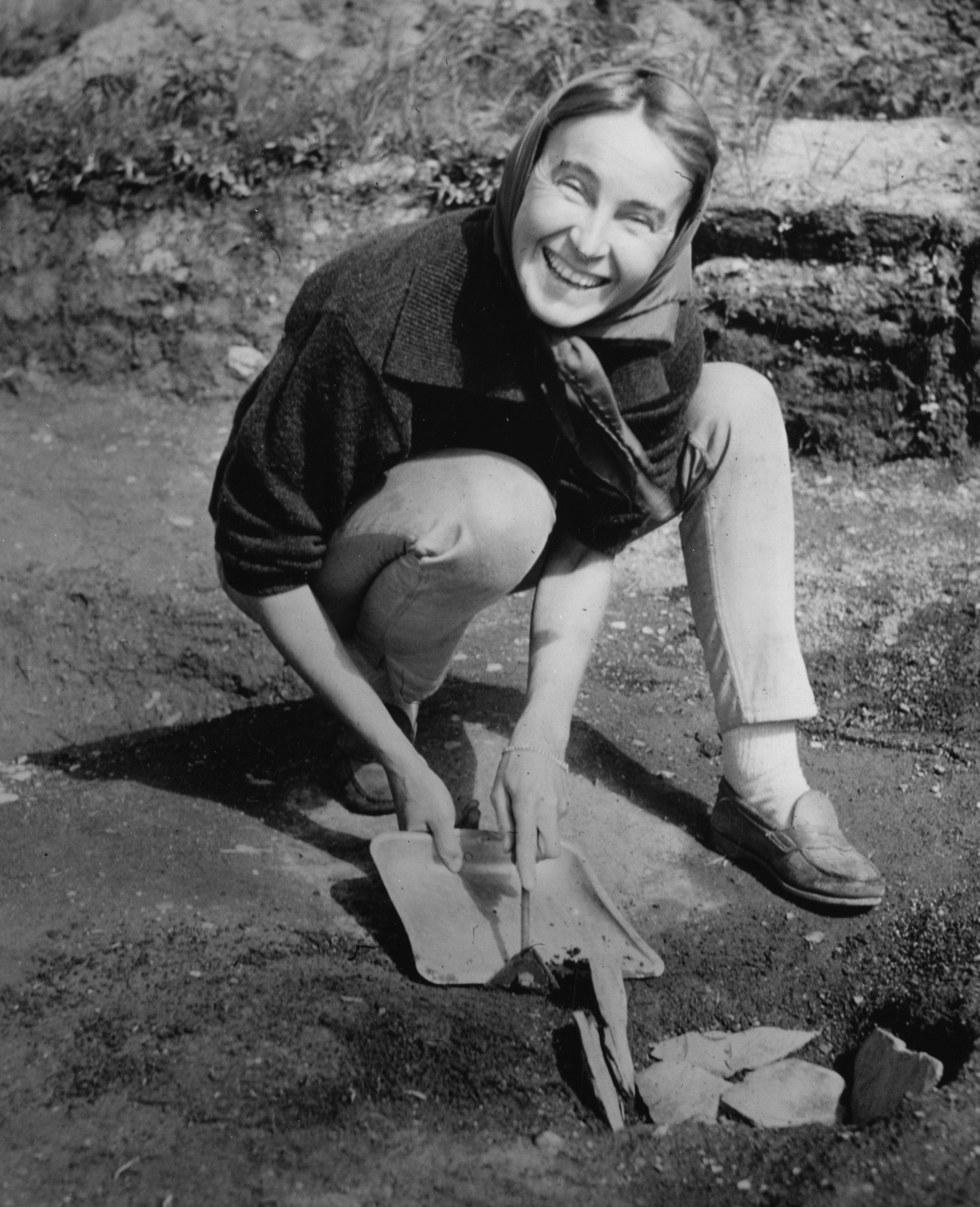
Anne Stine Ingstad

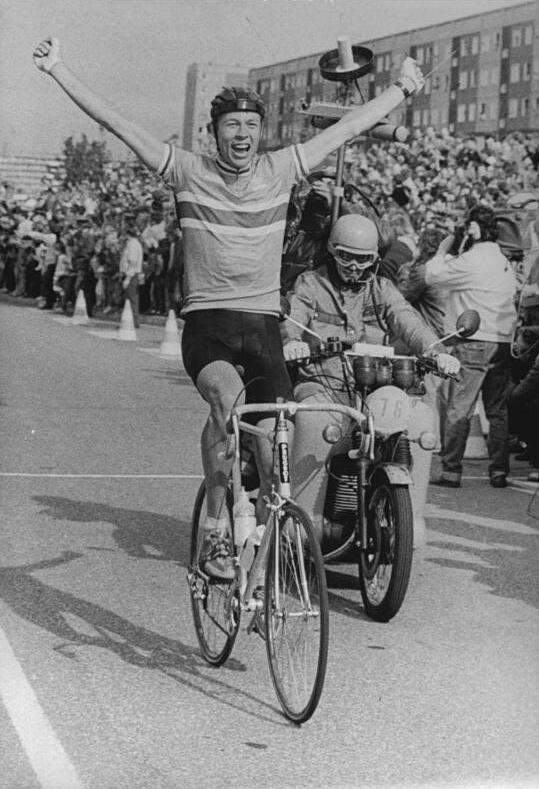
Morten Sæther

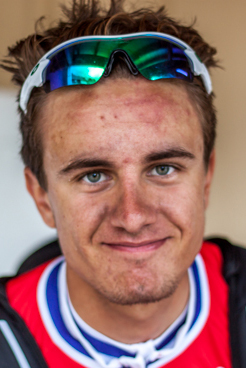
Oskar Svendsen

- Nordal Lunde (1875–1942), Sportschütze, Olympiateilnehmer 1920[1]
- Harald Torp (1890–1972), Journalist und Politiker[2]
- Reidar Ødegaard (1901–1972), Skilangläufer, Olympiateilnehmer 1928[3]
- Reidar Jørgensen (1904–1985), Leichtathlet, Olympiateilnehmer 1928[4]
- Øystein Gaukstad (1912–1996), Musikwissenschaftler und Bibliothekar
- Kai Holst (1913–1945), Widerstandskämpfer im Zweiten Weltkrieg[5]
- Leif Haugen (1917–2001), Skilangläufer, Olympiateilnehmer 1948[6]
- Anne Stine Ingstad (1918–1997), Archäologin
- Magne Kleiven (1921–1999), Turner, Olympiateilnehmer 1952[7]
- Reidar T. Larsen (1923–2012), Journalist und Politiker
- Pål Kraby (1932–2009), Arbeitgebervorsitzender und Jurist
- Trond Gilberg (1940–2022), US-amerikanischer Politikwissenschaftler
- Per Ivar Moe (* 1944), Eisschnellläufer
- Øystein Rian (* 1945), Autor und Historiker
- Audun Tron (* 1945), Politiker[8]
- Alexander Blankenagel (* 1946), deutscher Rechtswissenschaftler
- Ole Christian Iversen (* 1946), Eisschnellläufer, Olympiateilnehmer 1972[9]
- Ketil Hodne (* 1947), Boxer, Olympiateilnehmer 1972[10]
- Per Bjørang (* 1948), Eisschnellläufer, Olympiateilnehmer 1972[11]
- Kari Kåring (* 1948), Eisschnellläuferin, Olympiateilnehmer 1968[12]
- Kjell Åsvestad (* 1950), Nordischer Kombinierer, Olympiateilnehmer 1972[13]
- Sigbjørn Johnsen (* 1950), Politiker

### Ab 1951
- Anders Bakken (* 1955), Skilangläufer, Olympiateilnehmer 1980[14]
- Arne Morten Granlien (* 1955), Nordischer Kombinierer, Olympiateilnehmer 1980[15]
- Olemic Thommessen (* 1956), Politiker
- Morten Sæther (* 1959), Radrennfahrer
- Bjørn Hagen (* 1960), Eisschnellläufer, Olympiateilnehmer 1988[16]
- Arne Bergseng (* 1961), Eishockeyspieler, Olympiateilnehmer 1984[17]
- Kristian Berg Harpviken (* 1961), Soziologe
- Brit Pettersen (* 1961), Skilangläuferin
- Lars Bergseng (* 1963), Eishockeyspieler, Olympiateilnehmer 1988[18]
- Ivar Odnes (1963–2018), Politiker
- Karita Bekkemellem (* 1965), Politikerin
- Egil Kristiansen (* 1966), Skilangläufer, Olympiateilnehmer 1994[19]
- Erling Jevne (* 1966), Skilangläufer
- Ketil Kjenseth (* 1968), Politiker
- Atle Antonsen (* 1969), Schauspieler und Comedian[20]
- Ståle Storløkken (* 1969), Jazzmusiker
- Jacob Young (* 1970), Jazzmusiker
- Snorre Pedersen (* 1972), Rodler und Skeletonfahrer
- Kristin Tøsse Løvseth (* 1973), Curlerin
- Bård G. Eithun (* 1974), Schlagzeuger
- Marianne Haslum (* 1974), Curlerin
- Kristian Brenden (* 1976), Skispringer
- Nils Axle Kanten (* 1976), Comiczeichner
- Anita Rapp (* 1977), Fußballspielerin, Olympiateilnehmerin 2000[21]
- Karl Ivar Refseth (* 1977), Jazzmusiker
- Sverre Rotevatn (* 1977), Nordischer Kombinierer, Olympiateilnehmer 2002[22]
- Mariann Sæther (* 1980), Kanutin
- Eirik Rykhus (* 1981), Telemarker
- Magnus Moan (* 1983), Nordischer Kombinierer
- Lars Petter Nordhaug (* 1984), Radrennfahrer
- Mikko Kokslien (* 1985), Nordischer Kombinierer
- Lars Stensløkken (* 1985), Radsportler und Biathlet
- Jonas Nermoen (* 1986), Nordischer Kombinierer
- Edvald Boasson Hagen (* 1987), Radrennfahrer
- Hilde Engeli (* 1988), Snowboarderin, Olympiateilnehmerin 2014
- Nicholas Wilkinson (* 1988), norwegisch-britischer Politiker
- Per Kristian Hunder (* 1989), Freestyle-Skier, Olympiateilnehmer 2014[23]
- Marte Høie Gjefsen (* 1989), Freestyle-Skierin
- Robert Johansson (* 1990), Skispringer
- Håvard Solås Taugbøl (* 1993), Skilangläufer
- Emil Ulsletten (* 1993), Snowboarder, Olympiateilnehmer 2014[24]
- Oskar Svendsen (* 1994), Radrennfahrer
- Lars Buraas (* 1995), Nordischer Kombinierer
- Linn-Ida Murud (* 1995), Freestyle-Skierin
- Simen Tiller (* 1995), Nordischer Kombinierer
- Anders Trondsen (* 1995), Fußballspieler[25]
- Katarina Ugland (* 1997), Handball- und Beachhandballspielerin
- Lars Ivar Skårset (* 1998), Nordischer Kombinierer
- Sivert Guttorm Bakken (* 1998), Biathlet
- Juni Arnekleiv (* 1999), Biathletin
- Ådne Holter (* 2000), Radrennfahrer
- Tuva Aas Stræte (* 2001), Biathletin
- Johannes Staune-Mittet (* 2002), Radrennfahrer

## Personen mit Bezug zu Lillehammer

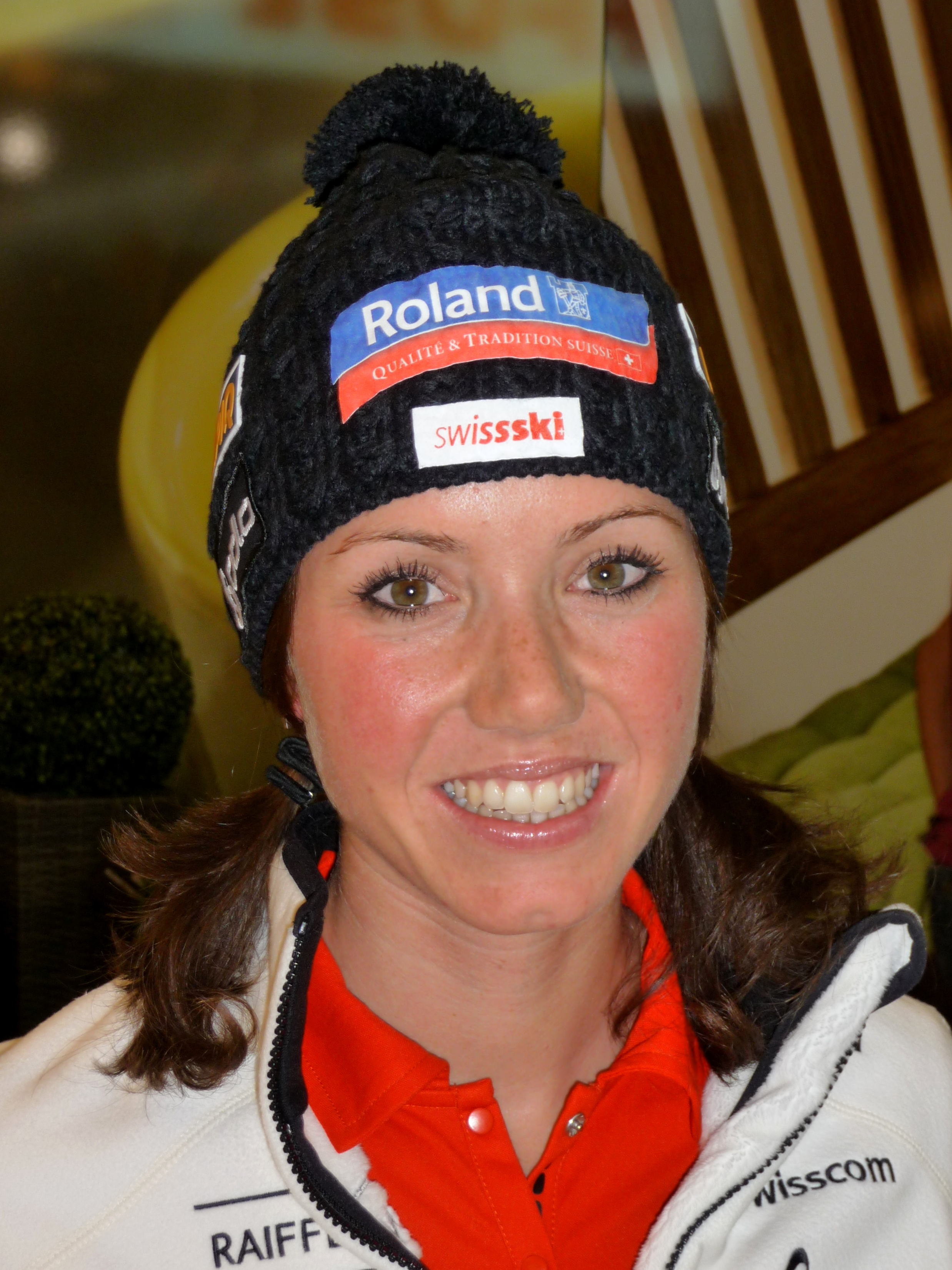
Selina Gasparin

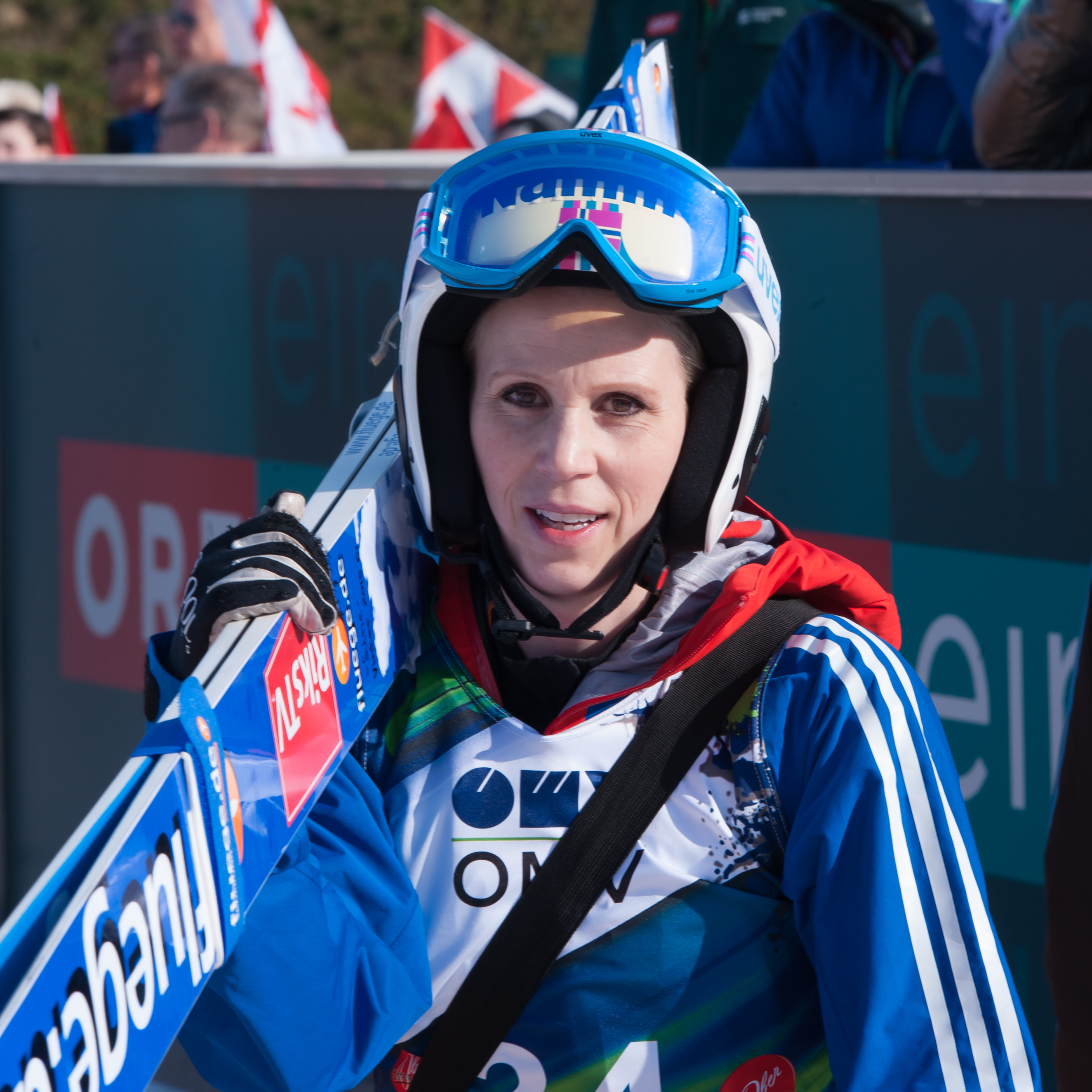
Line Jahr

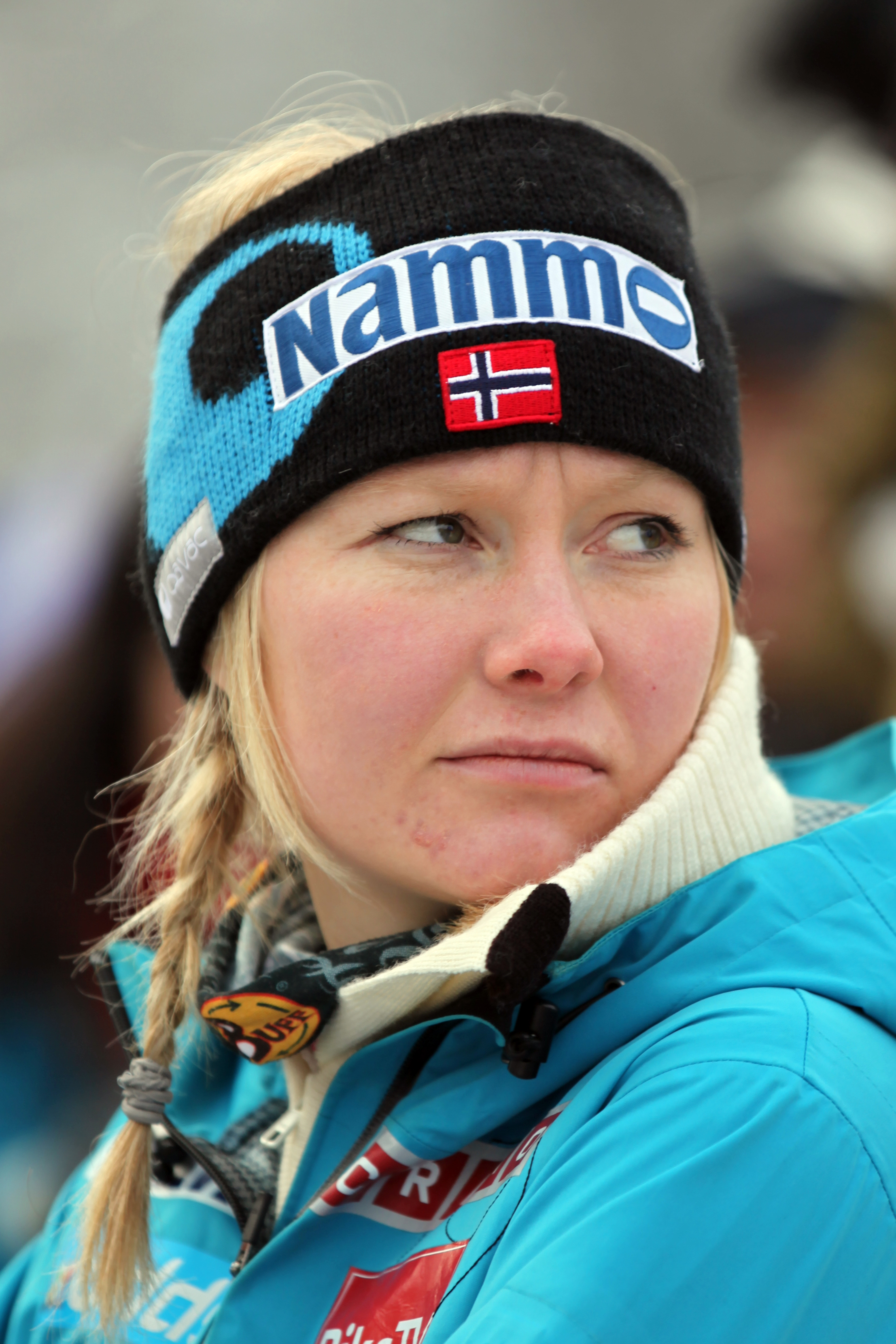
Gyda Enger

- Sigrid Undset (1882–1949), Romanautorin, Nobelpreis für Literatur 1928, lebte von 1919 bis zu ihrem Tod in Lillehammer.
- Ahmed Bouchiki (1943–1973), wurde 1973 von Mossad-Agenten nach dem Attentat bei den Olympischen Spielen 1972 im Rahmen der als Lillehammer-Affäre bekannten Vergeltungsschläge ermordet
- Esa Vuorinen (* 1945), Kameramann, Drehbuchautor und Hochschullehrer, war Gastdozent an der Hochschule Lillehammer
- Rigmor Aasrud (* 1960), Politikerin, studierte an der Hochschule Lillehammer
- Espen Andersen (* 1961), Nordischer Kombinierer, lebt in Lillehammer[26]
- Carl Johan Bergman (* 1978), schwedischer Biathlet, lebt in Lillehammer
- Liv-Kjersti Bergman (* 1979), Biathletin, lebt in Lillehammer
- Tommy Wirkola (* 1979), Regisseur, Produzent, Drehbuchautor und Schauspieler, studierte Filmwissenschaften an der Hochschule Lillehammer
- Sturla Brandth Grøvlen (* 1980), Kameramann, studierte von 2000 bis 2001 an der Hochschule Lillehammer
- Ingrid Olava (* 1981), Musikerin, wuchs in Lillehammer auf
- Iver Markengbakken (* 1982), Nordischer Kombinierer, lebt in Lillehammer
- Selina Gasparin (* 1984), Schweizer Biathletin, studierte an der Hochschule Lillehammer
- Line Jahr (* 1984), Skispringerin, lebt in Lillehammer
- Akseli Kokkonen (* 1984), Skispringer, lebt seit 2007 in Lillehammer
- Simen Østensen (* 1984), Skilangläufer, lebt in Lillehammer[27]
- Lars Stensløkken (* 1985), Radsportler und Biathlet, lebt in Lillehammer
- Anders Hennum (* 1987), Biathlet, studierte an der Hochschule Lillehammer
- Tom Hilde (* 1987), Skispringer, lebt in Lillehammer
- Fredrik Bjerkeengen (* 1988), Skispringer, lebt in Lillehammer
- Tarjei Bø (* 1988), lebt und trainiert in Lillehammer
- Synnøve Solemdal (* 1989), Biathletin, lebt in Lillehammer
- Espen Enger Halvorsen (* 1990), Skispringer, lebt und trainiert in Lillehammer[28]
- Ane Skrove Nossum (* 1990), Biathletin, lebt in Lillehammer
- Gudmund Storlien (* 1990), Nordischer Kombinierer, lebt in Lillehammer[29]
- Anders Fannemel (* 1991), Skispringer, lebt und trainiert in Lillehammer[30]
- Marion Rønning Huber (* 1991), Biathletin, lebt in Lillehammer und studiert an der dortigen Hochschule
- Kristoffer Skjelvik (* 1991), Biathlet, lebt in Lillehammer und studiert an der dortigen Hochschule
- Johannes Thingnes Bø (* 1993), Biathlet, lebt in Lillehammer und studiert an der dortigen Hochschule
- Gyda Enger (* 1993), lebt in Lillehammer